# Paracercion plagiosum
Paracercion plagiosum – gatunek ważki z rodziny łątkowatych (Coenagrionidae). Występuje we wschodnich i północno-wschodnich Chinach, na Półwyspie Koreańskim, w południowo-wschodniej Rosji oraz w Japonii.